# ماثيو لين
ماثيو لين (بالإنجليزية: Matt Lynn) (من مواليد 1962)، هو صحفي مالي ومؤلف وناشر بريطاني. يكتب في ديلي تلغراف وذا سبيكتيتور وماني ويك، كما عمل ككاتب عمود في صنداي تايمز وبلومبرغ. وهو أيضًا كاتب روايات تشويق ومؤلف سلسلة روايات قوة الموت (Death Force)، وقد كتب بعضها تحت الاسم المستعار جيمس هارلاند.